# Mario Hoyer
Mario Hoyer, född 26 juli 1965 i Ronneburg, är en tysk före detta bobåkare som tävlade för Östtyskland.
Hoyer blev olympisk bronsmedaljör i tvåmansbob vid vinterspelen 1988 i Calgary.